# Šafranice (Křemešnická vrchovina)
Šafranice (627 m n. m.) je vrchol v České republice ležící v Křemešnické vrchovině.

## Poloha
Šafranice tvoří jihozápadní výběžek masivu Melechova a nachází se východně od Vodní nádrže Švihov asi 11 kilometrů jihozápadně od Světlé nad Sázavou a 10 kilometrů severozápadně od Humpolce. Jižním svahem prochází silnice odbočující ze silnice II/130 do Kaliště. Vrchol leží na jihozápadním okraji přírodního parku Melechov.

## Zajímavosti
Na západním svahu kopce se nachází poutní místo Křížová studánka. Přes Šafranici také vede trasa cyklistického závodu Kolem Melechova-memoriál JZ.

## Externí prameny
- turistika v okolí Lipnice Archivováno 26. 7. 2011 na Wayback Machine.